# Usingen
Usingen est une ville de Hesse (Allemagne), située dans l'arrondissement du Haut-Taunus, dans le district de Darmstadt.
Il fut le chef-lieu de la principauté de Nassau-Usingen.

## Blason

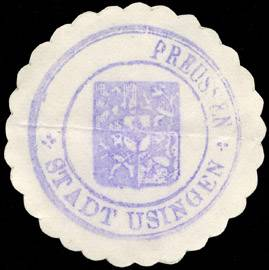
Sceau environ 1900

Déjà le primer sceau de Usingen – il y en a des de plus vieux mais on ne sait pas comment ils sont vus – de l’année 1277 montre un écu carré avec quatre lions rampants (les d’or pour Nassau; les d’argent pour Sarrebruck), parce que dans ce temps les comtes de Nassau-Sarrebruck régnaient la ville. Écus plus tard ne montraient pas des bardeaux et croix dans les colonnes mais ils sont réapparus en 1935, quand le blason actuel était conféré. Un symbole de la ville plus vieux, une feuille de trèfle (Trilobe), était ajouté à l’écu aussi.

## Géographie

### Situation
Usingen est située sur l’Usa dans l’Usinger Becken en bordure nord-est de le Taunus. Elle est distante de 27 km au nord de Francfort-sur-le-Main, 25 km au sud de Wetzlar et 37 km au nord-est de Wiesbaden est en bordure de la Région Rhin-Main.
Le centre-ville est situé à 300 m d'altitude, la plus haute éminence dans la ville d'Usingen est le Hohe Berg (« Haute Montagne ») avec 414 m d'altitude.

### Communes voisines
Au nord et à l'est Usingen côtoie le Wetteraukreis (ville de Butzbach et commune d‘Ober-Mörlen), au sud-est la commune de Wehrheim, au sud la ville de Neu-Anspach et la commune de Schmitten, à l'ouest la commune de Weilrod et au nord-ouest la commune de Grävenwiesbach.

## Histoire
| Appartenances historiques Comté de Weilnau 1159-1326 Comté de Nassau 1326-1355 Nassau-Weilbourg 1355-1627 Nassau-Sarrebruck 1627-1640 Nassau-Usingen 1640-1806 Duché de Nassau 1806-1866 Royaume de Prusse (Province de Hesse-Nassau) 1866-1918 République de Weimar 1918-1933 Reich allemand 1933-1945 Allemagne occupée 1945-1949 Allemagne 1949-présent |

Usingen (Latin Osinga) existait pendant le temps de Francs comme une bastide près d'un vieux carrefour.

## Personnalités liées à la commune
- Barthélemy Arnoldi, moine et philosophe (v.1465-1532)